# Norma Bahía Pontes
Norma Bahia Pontes (Salvador, 25 de enero de 1941 - 24 de agosto de 2010) fue una cineasta brasileña. Inicialmente trabajó como teórica, crítica y ensayista de cine. Dirigió dos cortometrajes mientras estaba en Francia, donde previamente había estudiado en el Institut des hautes études cinématographiques. Con la llegada de la dictadura militar a Brasil, ella y su compañera Rita Moreira huyeron a Nueva York para continuar haciendo cine, estudiando en The New School for Social Research. Fue becaria Guggenheim en 1974, y ella y Moreira codirigieron varias películas quegrabaron en vídeo, muchas de las cuales están perdidas: Lesbian Mothers (1972), Living in New York City (fl. 1974-1977) y Looking for the Amazons (1977). Son las fundadoras del festival de arte Women for Women y de la empresa de distribución Amazon Media Project.

## Biografía
Norma Bahía Pontes nació el 25 de enero de 1941 en Salvador, Bahía, y estudió dirección y edición en el Instituto de Altos Estudios Cinematográficos. Antes que en el cine, trabajó como teórica y ensayista cinematográfica; escribió artículos y reseñas para Correio da Manhã, Civilização Brasileira yTempo Brasileiro, y posteriormente ha sido reconocida de forma limitada en la literatura académica de Glauber Rocha y su película Dios y el diablo en la tierra del sol, incluido el recuerdo de Alex Viany de su participación en un debate celebrado en aquel momento sobre la película de 1964 Dios y el diablo en la tierra del sol en su libro de 1999 O processo do Cinema Novo. Viany la incluiría más tarde como la única mujer entre cientos de "las personalidades más prominentes del movimiento Cinema Novo" en un catálogo de la Cinemateca do Museu de Arte Moderna de 1970, y Lívia Pérez señalaría que el trabajo de Pontes en Deus y el diablo en la tierra del sol (1964) y en Cinema Moderno, Cinema Novo (1966) la convirtió en "la única mujer coautora de dos libros importantes del período [del Cinema Novo]". También fue directora de la sección de cine del Instituto Brasileiro de Estudos Afro-Asiáticos.
Pontes, que era miembro del Partido Comunista de Brasil (PCdoB), y había trabajado en una película sobre el campesinado de Zona da Mata, titulada Cabra marcado para morrer, que nunca llegó a estrenarse, probablemente por problemas de producción tras el golpe de Estado brasileño de 1964.Tras regresar a París para realizar una pasantía en el Musée de l'Homme con el cineasta Jean Rouch,hizo su debut como directora con Les antillais/Os antilhenses, un cortometraje de 1967 sobre la conciencia antirracista y anticolonialista de la comunidad antillana de París, y dirigió Chants Brésiliens, un episodio de 1967 del programa de noticias de la ORTF Seize millions de jeunes (Dieciséis millones de jóvenes), que retrata al cantante Edu Lobo como "representante de la canción brasileña comprometida".A su regreso a Brasil, dirigió Bahía Camará (1969), un cortometraje sobre la situación de su estado natal, Bahía, antes de la promulgación del Acto Institucional Número Cinco.

### Carrera en Nueva York
En medio de la escalada de la dictadura militar de Brasil, que había prohibido el PCdoB y arrestado a varios de sus miembros, Pontes abandonó la industria cinematográfica del país y empezó a trabajar como ejecutiva de publicidad y, a principios de la década de 1970, ella y su compañera Rita Moreira, a quien conoció en una fiesta para empleados de la empresa Editora Abril, huyeron a Nueva York, eligiendo esta ciudad precisamente por su comunidad lésbica y por el uso generalizado del Portapak (grabadora de vídeo con batería portátil). Juntas estudiaron vídeo documental en The New School for Social Research y comenzaron a codirigir películas grabadas en vídeo, con Fontes como operadora de cámara de las películas. Entre sus primeros trabajos se incluye Lesbian Mothers, un cortometraje de 1972 sobre la maternidad de parejas lesbianas que se estrenó en el Festival de Videos de Mujeres de Nueva York. En 1974, Pontes recibió una beca Guggenheim, que le permitió comprar su propio equipo de filmación para Living in New York City, una serie de ocho cintas de vídeo sobre "la ecología de la ciudad y sus personajes".
La pareja también fundó su propia empresa de distribución, Amazon Media Project,y en 1974, organizó el festival de arte Women for Women en SoHo, Manhattan, presentando el trabajo de cineastas como Helena Solberg. En 1972 se decía que Pontes era "la única cineasta brasileña que había trabajado profesionalmente con cintas de vídeo de media pulgada", y Pérez reconoció más tarde su uso de un medio barato como la cinta de vídeo como "el encuentro entre el deseo de realización de la directora lesbiana [...] con un dispositivo económicamente viable en un contexto social muy favorable". En 1973, ella y Moreira protestaron personalmente contra los comentarios antifeministas de Millôr Fernandes con varios artículos de opinión remitidos a las oficinas del periódico disidente Opinião.
En 1977, ambas regresaron a Brasil para codirigir la película Buscando las Amazonas en la selva amazónica; hasta 2020 solo se conservaban algunos extractos porque Moreira admitió haber desechado la única copia de que disponía por tener "demasiadas líneas". Más adelante se mudó a Río de Janeiro tras separarse la pareja, y aparte de algunos proyectos que no llegaron a producirse, su último video fue la película perdida A Cor da Terra (1988), codirigida con Ana Porto. Después, habría "intentado reposicionarse en el mercado publicitario mientras deliraba con proyectos megalómanos que no encontraban ni la confianza ni el apoyo financiero necesarios para llevarlos a cabo", antes de que su hermana lesbofóbica la echara de su residencia y la internara en hospitales psiquiátricos.
Pontes murió el 24 de agosto de 2010 en Río de Janeiro. Originalmente, su trabajo en investigación académica tuvo un reconocimiento limitado a pesar de su carrera productiva, antes de que en 2020 le dedicaran un artículo académico en la revista académica Rebeca - Revista Brasileira de Estudos de Cinema e Audiovisual, reconociéndola como "una pionera en la producción de videos feministas lésbicos en los Estados Unidos durante la década de 1970".

## Filmografía

### Como directora
| Year         | Title                                            | Note                                                                       | Ref.          |
| ------------ | ------------------------------------------------ | -------------------------------------------------------------------------- | ------------- |
| 1967         | Les antillais/Os antilhenses                     |                                                                            | [ 8 ]         |
| 1967         | Seize millions de jeunes                         | Episodio: "Chants Brésiliens"                                              | [ 24 ]        |
| 1968         | Bahia Camará                                     | Producida por Ministry of Foreign Affairs                                  | [ 9 ]         |
| 1972         | Lesbian Mothers                                  | Codirigida con Moreira                                                     | [ 25 ]        |
| 1974         | Lesbianism Feminism                              | Codirigida con Moreira; parte de la serie Living in New York City          | [ 15 ]        |
| 1975         | She Has a Beard                                  | Codirigida con Moreira; parte de la serie Living in New York City          | [ 15 ] [ 13 ] |
| 1975 or 1976 | The Apartment                                    | Codirigida con Moreira; parte de la serie Living in New York City          | [ 15 ] [ 13 ] |
| 1977         | On Drugs                                         | Codirigida con Moreira; parte de la serie Living in New York City          | [ 15 ]        |
| 1977         | Walking Around                                   | Codirigida con Moreira; parte de la serie Living in New York City          | [ 26 ] [ 13 ] |
| 1977         | Born in a Prison                                 | Codirigida con Moreira; parte de la serie Living in New York City          | [ 26 ]        |
| Unknown      | Just another crime, next door this time          | Codirigida con Moreira; parte de la serie Living in New York City; perdida | [ 26 ]        |
| Unknown      | The Kid at Times Square and the Bird on Broadway | Codirigida con Moreira; parte de la serie Living in New York City; perdida | [ 26 ]        |
| 1977         | Looking for the Amazons                          | Codirigida con Moreira; solo se conservan extractos                        | [ 21 ]        |
| 1988         | A Cor da Terra                                   | Codirigida con Ana Porto; perdida                                          | [ 22 ]        |

### Colaboraciones
| Año  | Título                   | Nota                                                                                       | Árbitro. |
| ---- | ------------------------ | ------------------------------------------------------------------------------------------ | -------- |
| 1964 | Cabra marcada para morir | Como escritor; película inédita sobre los campesinos de la Zona da Mata                    | [ 6 ]    |
| 1965 | Un día en Cais           | Como actriz, durante su paso por el Grupo de Cine Experimental de la Cinemateca del MAM/RJ | [ 27 ]   |
| 1965 | Sociedad en muñecas bebé | Como asistente de dirección, Pérez dice que pudo haber sido parte del elenco.              | [ 28 ]   |